# Buzura debrunnescens
Buzura debrunnescens là một loài bướm đêm trong họ Geometridae.